# جورج سيمبسون
جورج سيمبسون (بالإنجليزية: George Simpson) (1 يناير 1876 بتشيسترفيلد في المملكة المتحدة - 1 يناير 1955 بشفيلد في المملكة المتحدة) هو لاعب كرة قدم بريطاني (وحمل سابقاً جنسية المملكة المتحدة لبريطانيا العظمى وأيرلندا) في مركز الدفاع. لعب مع شيفيلد يونايتد ونادي تشيسترفيلد ونادي دونكاستر روفرز.